# Antonella
Antonella ist ein italienischer weiblicher Vorname.

## Namensträgerinnen
- Antonella Attili (* 1963), italienische Schauspielerin
- Antonella Bellutti (* 1968), italienische Radsportlerin, Leichtathletin, Bobfahrerin und Sportfunktionärin
- Antonella Benedettini (* 1958), san-marinesische Diplomatin
- Antonella Bevilacqua (* 1971), italienische Hochspringerin
- Antonella Cannarozzi (* in Tarent), italienische Kostümbildnerin
- Antonella Carta (* 1967), ehemalige italienische Fußballnationalspielerin
- Antonella Clerici (* 1963), italienische Fernsehjournalistin und Fernsehmoderatorin
- Antonella Confortola Wyatt (* 1975), italienische Skilangläuferin und Bergläuferin
- Antonella Costa (* 1980), argentinische Schauspielerin
- Antonella Falcione (* 1991), argentinische Squashspielerin
- Antonella Ghignoli (* 1963), italienische Mittelalterhistorikerin
- Antonella Lualdi (1931–2023), italienische Filmschauspielerin
- Antonella Manzoni (* 1980), italienische Grasskiläuferin
- Antonella Mei-Pochtler (* 1958), italienische Unternehmensberaterin
- Antonella Mularoni (* 1961), Politikerin und Richterin aus San Marino
- Antonella Palmisano (* 1991), italienische Geherin
- Antonella Ponziani (* 1964), italienische Schauspielerin und Filmregisseurin
- Antonella Ragno-Lonzi (* 1940), italienische Florett-Fechterin und Olympiasiegerin
- Antonella Ruggiero (* 1952), italienische Sängerin
- Antonella Santuccione Chadha (* 1974), italienische Ärztin und Neurowissenschaftlerin
- Antonella Sberna (* 1982), italienische Politikerin (FdI), MdEP
- Antonella Scanavino (* 1992), uruguayische Schwimmerin
- Antonella Sciarrone Alibrandi (* 1965), italienische Wirtschaftsrechtlerin und Hochschullehrerin
- Antonella Serra Zanetti (* 1980), ehemalige italienische Tennisspielerin
- Antonella Sudasassi Furniss (* 1986), costa-ricanische Regisseurin, Autorin und Produzentin